# Bluna
Bluna (acronyme de l'entreprise F. Blumhoffer Nachfolger GmbH) est une marque de limonade allemande.

## Histoire
Bluma apparaît en 1952. En 1965, elle est vendue aussi en canette. Du milieu des années 1970 au début des années 1980 est vendu aussi Bluna-Zit (citron) en bouteille de 33 cl. Entre 1994 et 1998, en plus de Bluna Orange (la version originale), la boisson a des arômes de citron, de lime et de mandarine ; le citron est encore en vente. Outre la bouteille en plastique, une bouteille en verre de 0,2 l est proposée à la restauration.
Depuis janvier 1994, Mineralbrunnen Überkingen-Teinach possède la marque pour l'Europe occidentale et les pays orientaux voisins.